# Martin Němec (muzyk)
Martin Němec (ur. 16 czerwca 1957 w Pradze) – czeski muzyk, kompozytor, scenarzysta i malarz. Współzałożyciel i lider zespołu Precedens.
Jest synem malarza Josefa Němca.

## Dyskografia
Na podstawie źródła:
- Responsio Mortifera / Jana z Arku (z Bárą Basikovą, Monitor 1992);
- Angel Voice (1993);
- Viktorie královská (z Bárą Basikovą i zespołem Basic Beat, Monitor 1993);
- Dream Of Sphinx (1993);
- Tajnej svatej (z Janem „Saharou“ Hedlem i zespołem Basic Beat, Monitor 1995);
- Mountain Of Ages (1995).